# 刘凌沧
刘凌沧（1908年—1989年），河北固安人，原名刘恩涵，总统徐世昌赐字凌沧，遂以字行，中国工笔画画家、美术教育家。

## 生平
童年随民间画工学画，1926年入北京中国画学研究会，师从徐燕荪、管平湖学习工笔重彩人物画，在传统技法上受到严格训练。后入北平艺术专科学校学习，同时从事绘画创作，并兼任《艺林旬刊》、《艺林月刊》编辑。后任教于北平艺术专科学校和京华美术学院。1949年任职于民族美术研究所，次年执教于中央美术学院任讲师、教授等职。

## 艺术成就
刘凌沧从事中国画的学习研究，专攻工笔重彩人物画，擅长古典历史画和仕女画。知名弟子有黄均、范曾、刘大为、李延声、马泉、胡勃等。主要作品有《赤眉军起义图》、《淝水之战》、《文成公主》等；出版有《唐代人物画》、《中国工笔人物画技法》、《中国古代人物画图谱》、《中国工笔重彩绘画技法》等。